# Reichsverwaltungsgericht

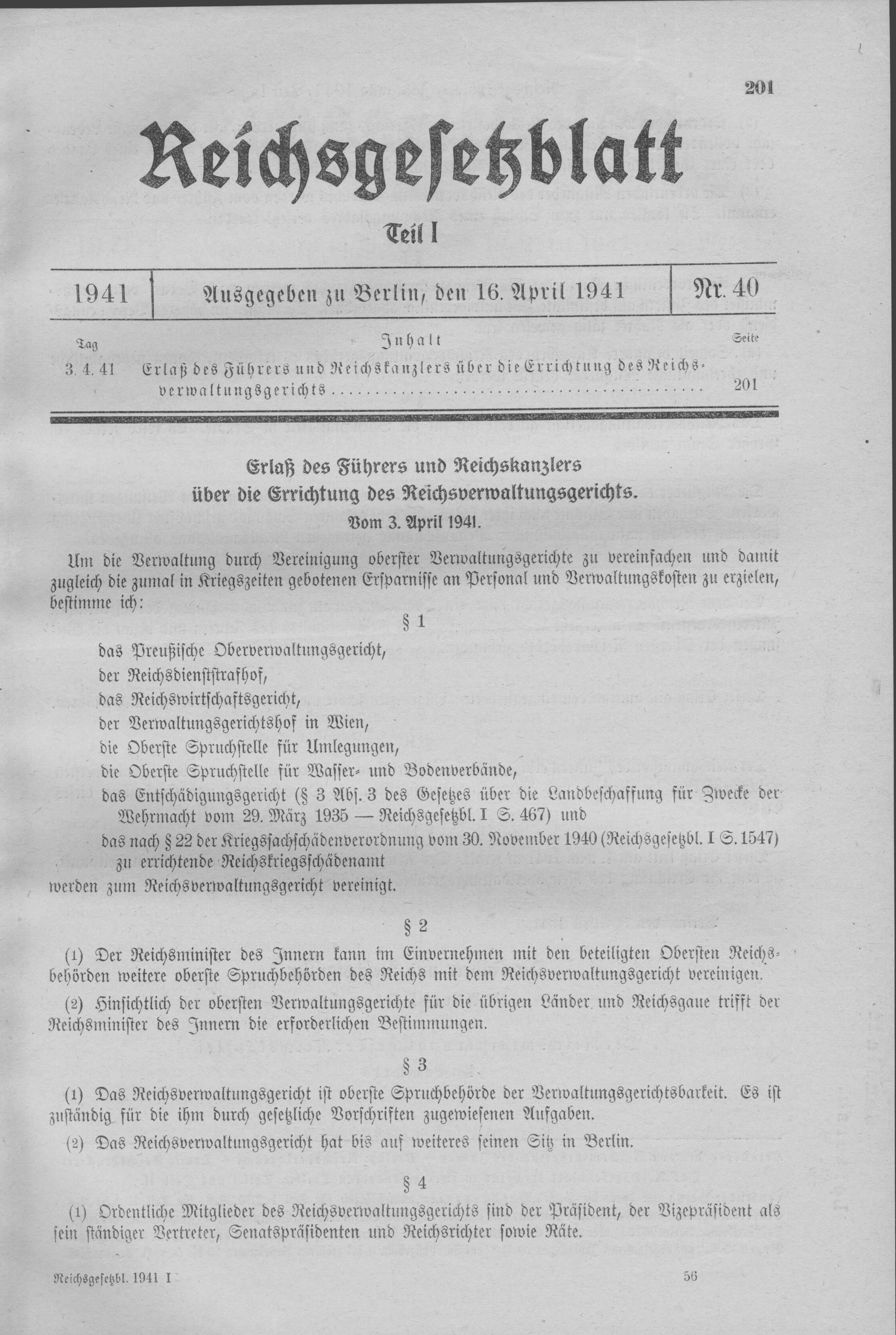
Erlaß des Führers und Reichskanzlers über die Errichtung des Reichsverwaltungsgerichts. Vom 3. April 1941

Das Reichsverwaltungsgericht war ein bereits im deutschen Kaiserreich und in der Weimarer Republik vorgesehener, jedoch erst im Dritten Reich errichteter Gerichtshof. Es sollte oberste Instanz der deutschen Verwaltungsgerichtsbarkeit werden. Dieses Ziel wurde jedoch nie erreicht.

## Kaiserreich (1871–1918)
Im Verlauf des 19. Jahrhunderts entwickelte sich in den deutschen Staaten die Verwaltungsgerichtsbarkeit, die es Bürgern erlaubte, hoheitliche Maßnahmen durch gerichtliche oder gerichtsähnliche Organe überprüfen zu lassen. Diese Entwicklungen fanden innerhalb der deutschen Länder statt; zu nennen ist hier vor allem das Preußische Oberverwaltungsgericht (ab 1875). Nach der Reichsgründung von 1871 entwickelte sich allmählich eine Reichsverwaltungsgerichtsbarkeit, jedoch zunächst nur punktuell, wobei für einen bestimmten Teilbereich des öffentlichen Rechts zuständige Sonderbehörden auch die Gerichtsbarkeit in diesem Bereich wahrnahmen. Arbeiten des Reichstages zu einer Errichtung des Reichsverwaltungsgerichts im Jahr 1912 verliefen im Sande.

## Weimarer Republik (1919–1933)
Die Weimarer Reichsverfassung enthielt einen ausdrücklichen Auftrag zur Errichtung eines Reichsverwaltungsgerichts neben den Verwaltungsgerichten der Länder; die Debatte um die Erfüllung des Auftrages hielt an. Im Jahr 1930 wurde ein Gesetzentwurf zur Errichtung des Gerichts vorgelegt, der aber nie beschlossen wurde.

## Drittes Reich (1933–1945)
Durch Führererlass vom 3. April 1941 [RGBl. I 1941, 201] errichtete Adolf Hitler schließlich das Reichsverwaltungsgericht mit Sitz in Berlin, in dem eine Reihe gerichtlicher und gerichtsähnlicher Instanzen für Teilbereiche des öffentlichen Rechts zusammengefasst wurden. Es ist dabei aber zu beachten, dass die Funktion eines Gerichts in der Rechts- und Staatsauffassung des Nationalsozialismus mit dem eines auf Individualrechte bedachten Rechtsstaates nicht vergleichbar war. Die Mitglieder des Reichsverwaltungsgerichts waren ausdrücklich auf die „von nationalsozialistischer Weltanschauung getragene […] Rechtsauslegung“ verpflichtet. Wichtige Teile des öffentlichen Rechts waren der Kompetenz des Gerichtes ganz entzogen.
Mit dem Zusammenbruch des Dritten Reichs stellte das Reichsverwaltungsgericht seine Arbeit ein; seine Rechtsgrundlage wurde 1946 vom Alliierten Kontrollrat aufgehoben.

## Gerichtsgebäude
Das Reichsverwaltungsgericht hatte seinen Dienstsitz seit seiner Gründung im Gebäude des vormaligen Preußischen Oberverwaltungsgerichtes und nachmaligen Bundesverwaltungsgerichtes sowie Oberverwaltungsgerichtes Berlin-Brandenburg an der Hardenbergstraße in Berlin-Charlottenburg.

## Personal
Präsidenten
Walther Sommer (1941–42)
Franz Hueber (ab 1942)
Richter (Auswahl)
Herbert Bach, Vizepräsident von 1941 bis 1945
Bernhard Danckelmann
Oskar Gelbhaar
Paulus van Husen
Bernhard Lösener
Friedrich Pernitza
Walter Poser
Herbert Schelcher
Ernst August Schwebel
Hermann Sommer
Fritz Wunschel